# Tordis Ørjasæter
Tordis Ørjasæter, född Greni 25 mars 1927, är en norsk litteraturkritiker, författare och tidigare professor i specialpedagogik.
Ørjasæter studerade pedagogik och har därefter bland annat arbetat med specialpedagogik, kultur och litteratur för psykiskt utvecklingshämmade och språksvaga. Hon har givit ut en rad böcker, bland annat fackböcker om barnlitteratur, flera biografier och romanen En borgerlig pike.
Ørjasæter mottog Askeladdpriset från Norsk barnebokforum 1981 och Bragepriset i klassen generell litteratur 1993 för biografin  Menneskenes hjerter. Sigrid Undset - en livshistorie. 1997 fick hon Jonaspriset. Hon har också varit litteraturkritiker i flera tidningar.
Ørjasæter var gift med översättaren och författaren Jo Ørjasæter, som var son till Tore Ørjasæter. Hon är mor till litteraturvetaren Kristin Ørjasæter och syster till musikforskaren Liv Greni.